# Domínio (matemática)

Ilustração mostrando, uma função do domínio rosa para o contradomínio azul. O oval amarelo dentro de é a imagem de. Tanto a imagem quanto o contradomínio são algumas vezes chamados de intervalo de.

Na matemática, e mais especificamente na teoria ingênua dos conjuntos, o domínio de definição (ou simplesmente o domínio) de uma função é o conjunto de valores de "entrada" ou argumento para os quais a função é definida. Ou seja, a função fornece uma "saída" ou valor para cada membro do domínio.  Por outro lado, o conjunto de valores que a função assume como saída é denominado imagem da função, o que às vezes também é chamado de intervalo da função.
Por exemplo, o domínio do cosseno é o conjunto de todos os números reais, o domínio da raiz quadrada consiste apenas em números maiores ou iguais a 0, enquanto o domínio do logarítmo consiste em todos os números reais positivos não-nulos ({\displaystyle \mathbb {R} _{*}^{+}}, {\displaystyle (0,+\infty )}) (ignorando números complexos em todos os casos).
Se o domínio de uma função é um subconjunto dos números reais e a função é representada em um sistema de coordenadas cartesianas, então o domínio é representado no eixo x.

Gráfico da função de raiz quadrada de valor real,, cujo domínio consiste em todos os números reais não-negativos.

## Definição formal
Dada uma função {\displaystyle f\colon X\to Y}, o conjunto {\displaystyle X} é o domínio de {\displaystyle f}; o conjunto {\displaystyle Y} é o contradomínio de {\displaystyle f}. Na expressão {\displaystyle f(x)}, {\displaystyle x} é o argumento e {\displaystyle f(x)} é o valor.  Pode-se pensar em um argumento como um membro do domínio que é escolhido como uma "entrada" para a função e o valor como a "saída" quando a função é aplicada a esse membro do domínio.
Se tratando de relações entre conjuntos. Seja {\displaystyle R} uma relação de {\displaystyle A}(domínio) em {\displaystyle B}(contradomínio), então:
{\displaystyle Dom(R)=\{x\in A|\exists y\in B(xRy)\}} e
{\displaystyle Dom(R)=Im(R^{-1})}
A imagem (às vezes chamada de intervalo) de {\displaystyle f} é o conjunto de todos os valores assumidos por {\displaystyle f} para todos os possíveis {\displaystyle x}; este é o conjunto {\displaystyle \left\{f(x)|x\in X\right\}}. A imagem de {\displaystyle f} pode ser o mesmo conjunto que o contradomínio ou pode ser um subconjunto próprio dele. É, em geral, menor que o contradomínio; é o contradomínio inteiro se e somente se {\displaystyle f} é uma função sobrejetiva.
Uma função bem definida deve mapear todos os elementos de seu domínio para um elemento de seu contradomínio. Por exemplo, a função {\displaystyle f} definida por
{\displaystyle f(x)={\frac {1}{x}}}
não tem valor para {\displaystyle f(0)}. Assim, o conjunto de todos os números reais, {\displaystyle \mathbb {R} }, não pode ser o seu domínio. Em casos como este, a função é definida em {\displaystyle \mathbb {R} \setminus \{0\}} ou o "espaço é ligado" definindo explicitamente {\displaystyle f(0)}. Se estendermos a definição de {\displaystyle f} para
{\displaystyle f(x)={\begin{cases}1/x&x\not =0\\0&x=0\end{cases}}}
então {\displaystyle f} é definido para todos os números reais, e seu domínio é {\displaystyle \mathbb {R} }.
Qualquer função pode ser restrita a um subconjunto de seu domínio. A restrição de {\displaystyle g\colon A\to B} a {\displaystyle S}, onde {\displaystyle S\subseteq A}, é escrita como {\displaystyle \left.g\right|_{S}\colon S\to B}.

## Domínio natural
O domínio natural de uma função é o conjunto máximo de valores para os quais a função é definida, normalmente dentro dos reais, mas às vezes entre os números inteiros ou complexos. Por exemplo, o domínio natural da raiz quadrada é o real não negativo quando considerado como uma função numérica real. Ao considerar um domínio natural, o conjunto de valores possíveis da função é tipicamente chamado de intervalo.

## Domínio de uma função parcial
Há dois significados distintos no uso matemático atual para a noção do domínio de uma função parcial de {\displaystyle X} a {\displaystyle Y}, isto é, uma função de um subconjunto {\displaystyle X'} de {\displaystyle X} a {\displaystyle Y}. A maioria dos matemáticos, incluindo os teóricos de recursão, usam o termo "domínio de {\displaystyle f} " para o conjunto {\displaystyle X'} de todos os valores {\displaystyle x} tais que {\displaystyle f(x)} é definida. Mas alguns, particularmente os teóricos de categoria, consideram o domínio como sendo {\displaystyle X}, independentemente de existir {\displaystyle f(x)} para cada {\displaystyle x} em {\displaystyle X}.

## Teoria das categorias
Na teoria das categorias, lida-se com morfismos em vez de funções. Os morfismos são flechas de um objeto para outro. O domínio de qualquer morfismo é o objeto a partir do qual uma seta começa. Nesse contexto, muitas ideias teóricas que estabelecem os domínios devem ser abandonadas ou, pelo menos, formuladas de maneira mais abstrata. Por exemplo, a noção de restringir um morfismo a um subconjunto de seu domínio deve ser modificada.

## Análise real e complexa
Na análise real e complexa, um domínio é um subconjunto aberto de um espaço vetorial real ou complexo.
Em equações diferenciais parciais, um domínio é um subconjunto aberto do espaço euclidiano {\displaystyle \mathbb {R} ^{n}}, onde o problema é colocado, isto é, onde a(s) função(ões) desconhecida(s) é(são) definida(s).

## Mais exemplos
- Como uma função parcial dos números reais, a função {\displaystyle x\mapsto {\sqrt {x}}} é definida para todos {\displaystyle x\geq 0}.
- Se se define a raiz quadrada de um número negativo {\displaystyle x} como o número complexo {\displaystyle z}, com parte imaginária positiva, tal que {\displaystyle z^{2}=x}, a função {\displaystyle x\mapsto {\sqrt {x}}} é definida para todos os números reais {\displaystyle x}.
- A função {\displaystyle \tan x={\frac {\sin x}{\cos x}}} é definida para todo {\displaystyle x\neq {\frac {\pi }{2}}+k\pi ,k=0,\pm 1,\pm 2,\ldots }